# Líneas Aéreas Postales Españolas
La Líneas Aéreas Postales Españolas, conosciuta anche con il suo acronimo LAPE, era una compagnia aerea spagnola fondata dal governo della Seconda repubblica spagnola in sostituzione della precedente Compañía de Líneas Aéreas Subvencionadas Sociedad Anónima (CLASSA).
Benché collegamento tra l'Aeroporto di Madrid-Barajas e Barcellona venne stabilito dalla CLASSA già negli anni venti, fu la LAPE a creare un collegamento regolare tra i due aeroporti ed inaugurare i primi collegamenti aerei internazionali con la Francia ed il Portogallo.

## Storia
Nel 1928 il governo del dittatore Miguel Primo de Rivera decise di nazionalizzare le tre compagnie aeree private che operavano sul territorio spagnolo; la Compañía Española de Tráfico Aéreo (CETA), fondata nel 1921, la Unión Aérea Española (UAE) e la Compañía Aérea de Transportes che, nel 1927, stabilì le prime rotte commerciali tra Madrid e Barcellona.
La nuova compagnia prese la denominazione di Compañía de Líneas Aéreas Subvencionadas Sociedad Anónima (CLASSA), tuttavia, il trasporto aereo non riuscì a decollare fino all'instaurazione della Seconda repubblica spagnola, il cui governo sostituì la precedente CLASSA con una nuova realtà aziendale, la Líneas Aéreas Postales Españolas, che inaugurò i primi servizi regolari sulle rotte che collegavano la capitale Madrid a Barcellona, Isole Baleari, Isole Canarie, Valencia, Siviglia e, fuori dai confini nazionali, a Parigi e Lisbona.

## Flotta

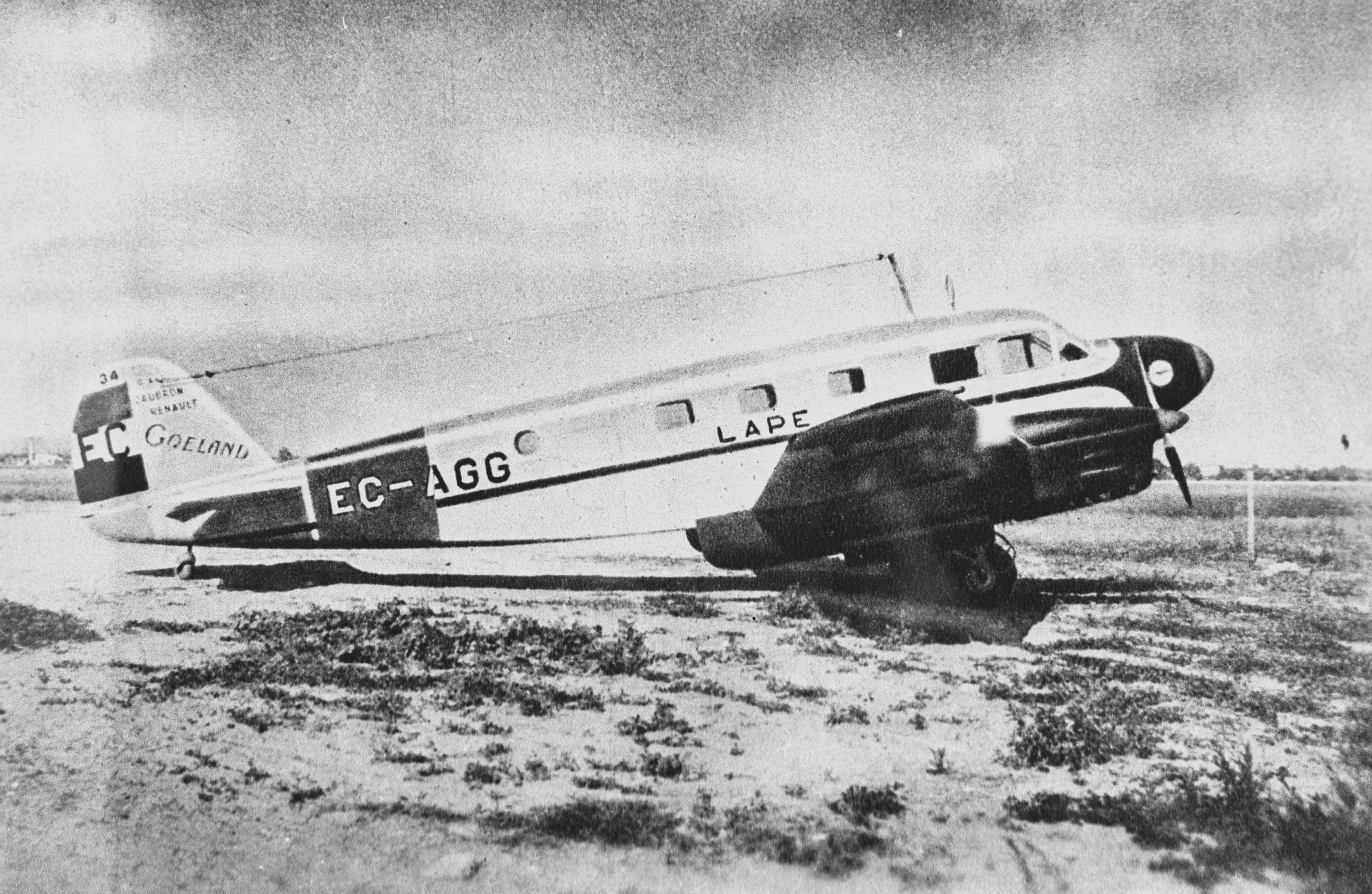
Il Caudron C.448 marche EC-AGG utilizzato dalla LAPE. Luogo e data sconosciuti.

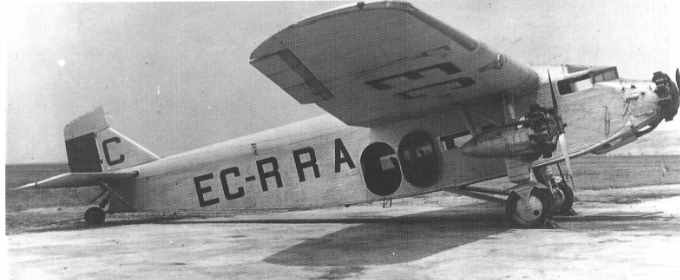
Ford Trimotor marche EC-RRA della flotta LAPE in sosta. Luogo e data sconosciuti.

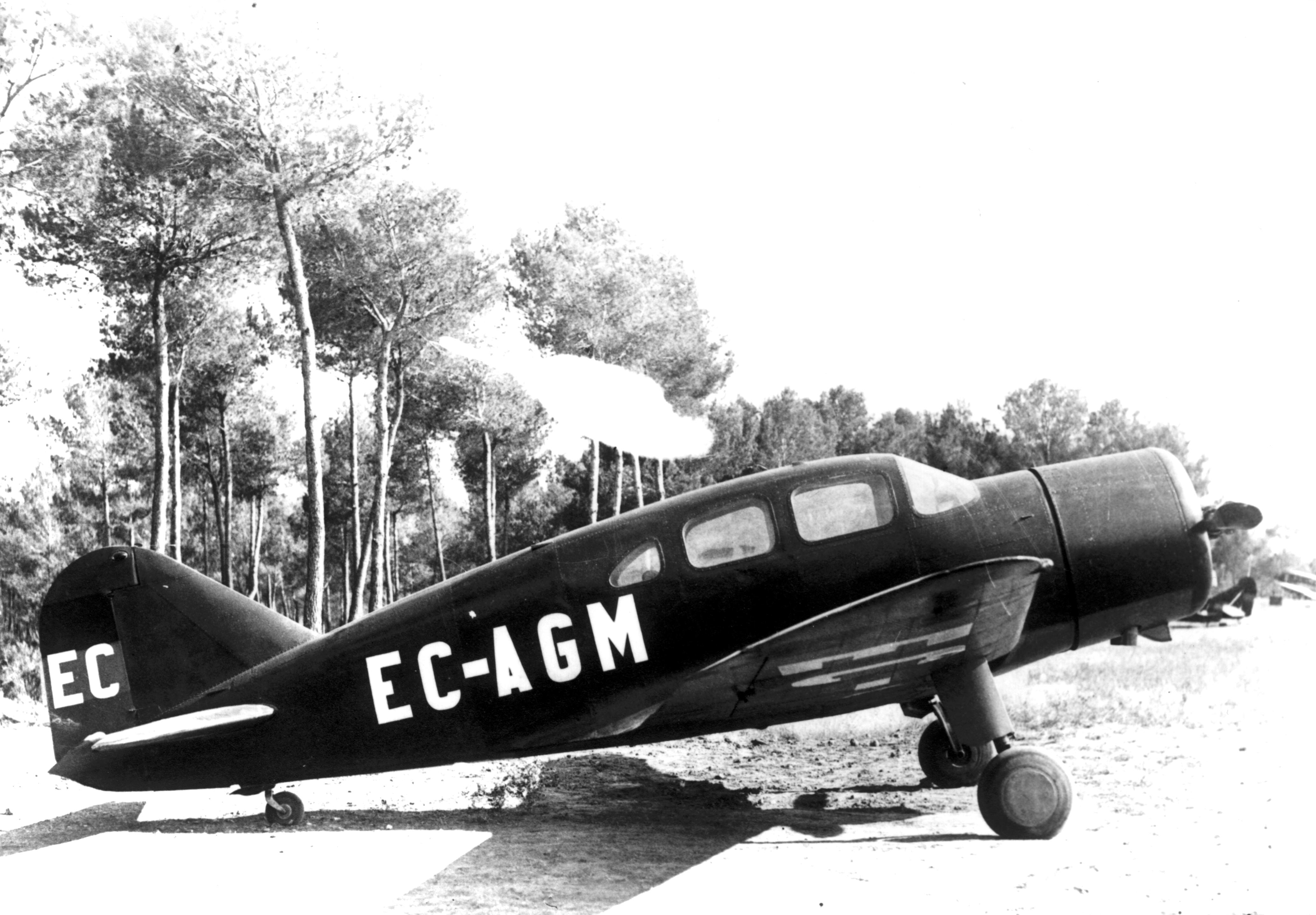
Spartan 7W Executive, marche EC-AGM, utilizzato dalla LAPE. Luogo e data sconosciuti.

Francia
- Breguet 470
- Caudron C.448

 Germania
- Dornier Do J Wal

 Italia
- Savoia-Marchetti S.74

 Paesi Bassi
- Fokker F.VII/3m

 Regno Unito
- Airspeed Envoy
- de Havilland DH.89 Dragon Rapide

 Stati Uniti
- Curtiss Eagle III
- Douglas DC-1
- Douglas DC-2
- Ford Trimotor
- General Aviation GA-43
- Northrop Delta
- Spartan 7W Executive
- Vultee V-1